# ماسون لينو
ماسون لينو (بالإنجليزية: Mason Lino)‏ هو لاعب دوري الرغبي نيوزيلندي، ولد في 4 فبراير 1994 في أبيا في ساموا.